# 小行星8188
小行星8188（英語：8188 Okegaya）是一颗围绕太阳公转的小行星。1992年12月18日，水野義兼、古田俊正在可儿市发现了此天体。
这颗小行星的绝对星等为55.51019975522831等。